# L'Orient est rouge (opéra)
Pour les articles homonymes, voir L'Orient est rouge (homonymie).
L'Orient est rouge（chinois simplifié : 东方红 ; chinois traditionnel : 東方紅 ; pinyin : dōngfāng hóng ; litt. « Orient rouge » est un opéra, puis un film musical réalisé par Wang Ping et sorti en 1965. Il a fait les louanges de la Libération du peuple chinois grâce au Parti communiste chinois et à Mao Zedong.
Cet opéra, qui suit l'ordre chronologique, commence avant le Mouvement du 4-Mai, s'opposant à l'invasion par Empire du Japon (Ère Taishō) de la Chine et se termine à la cérémonie de la fondation de la République populaire de Chine en 1949. Zhou Enlai est le producteur principal du film L'Orient est rouge.
L'Orient est rouge raconte la lutte des communistes chinois et Mao Zedong contre l'impérialisme, le féodalisme et la bureaucratie.
Le 2 octobre 1964, cet opéra a été mis en scène pour la première fois pour célébrer le cinquième anniversaire de la « Nouvelle Chine. »
L'Orient est rouge a hérité de l'art traditionnel chinois, il combine la musique traditionnelle chinoise et l'orchestre philharmonique européen.
En octobre 1965, l'« Orient est rouge » est adapté au cinéma.
Pendant la Révolution culturelle, en raison de la politique, les jeunes chinois ont été très influencés par « L'Orient est rouge ».